# Balaipungut
Balaipungut är en ort i Indonesien.   Den ligger i provinsen Kepulauan Riau, i den västra delen av landet, 1 000 km nordväst om huvudstaden Jakarta. Balaipungut ligger 16 meter över havet och antalet invånare är 56 452.
Terrängen runt Balaipungut är platt, och sluttar söderut. Runt Balaipungut är det ganska glesbefolkat, med 23 invånare per kvadratkilometer. Det finns inga andra samhällen i närheten. I omgivningarna runt Balaipungut växer i huvudsak städsegrön lövskog.